# NGC 7576
NGC 7576 est une galaxie lenticulaire située dans la constellation du Verseau. Sa vitesse par rapport au fond diffus cosmologique est de 3 227 ± 31 km/s, ce qui correspond à une distance de Hubble de 47,6 ± 3,4 Mpc (∼155 millions d'al). NGC 7576 a été découverte par l'astronome germano-britannique William Herschel en 1785.

## Une paire de galaxie

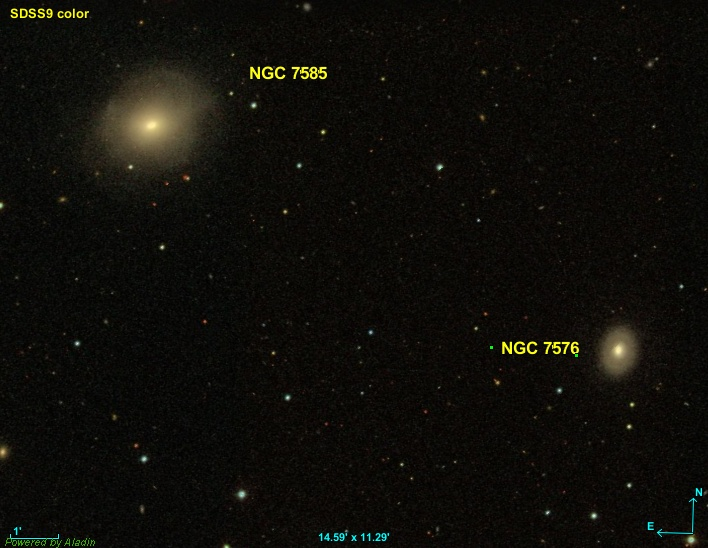
Ces deux galaxies ne sont pas en contact réel.

Sur son site, la base de données NASA/IPAC indique que NGC 7576 forme une paire de galaxies en contact physique (donc en interaction gravitationnelle) avec NGC 7585. Cette affirmatioon vient d'une publication parue en 1976 par de Vaucouleurs G., de Vaucouleurs A. et Corwin H. G.. La distance de Hubble de NGC 7585 est égale à 46,84 ± 3,30 Mpc (∼153 millions d'al), ce qui signifie que les deux galaxies forment probablement une paire réelle. Cependant, à ce jour, aucune donnée ni aucune source consultée ne permet d'affirmer, ou non, qu'elles sont en interaction. De plus, l'image du relevé SDSS montre que ces deux galaxies ne sont pas du tout en contact.